# Xenos (palabra)
Xenos ( en griego: ξένος   , xénos, plural xenoi ) es una palabra usada en el idioma griego desde Homero en adelante. La definición más extendida es "extraño". Sin embargo, la palabra, en sí misma, se puede interpretar para significar diferentes cosas según el contexto, el autor y el período de escritura / habla, lo que significa conceptos tan divergentes como "enemigo" o "extraño", una interpretación hostil particular, hasta "invitado amigo "' uno de los conceptos más santificados en las reglas culturales de la hospitalidad griega.

## Significados
Xenos se puede traducir tanto como extranjero (en el sentido de una persona de otro estado griego) o como a extranjero o viajero que entabla una relación de amistad a distancia. Xenos también se puede usar simplemente para afirmar que alguien no es miembro de su comunidad, que es simplemente extranjero y sin implicación de reciprocidad o relación. Xenos generalmente se refiere a la variedad de lo que puede ser un individuo en particular, específicamente invitado, anfitrión, extraño, amigo y extranjero.
La ambigüedad del significado de xenos no es un malentendido moderno, sino que, de hecho, estuvo presente en la antigua Grecia. Sófocles usa la vaguedad de la palabra xenos en su tragedia Filoctetes, y Neoptólemo usa la palabra exclusivamente para Filoctetes para indicar la relación incierta entre los dos personajes. Xenos puede usarse para referirse a amigos invitados cuya relación se construye bajo el ritual de xenia ("amistad hospitalaria"). En este uso se traduce comúnmente como "amigo invitado" para distinguirlo de la palabra griega philos, que se usaba para referirse a amigos locales y parientes no estrictamente vinculados por xenia . Los griegos usaban esta ambigüedad porque pensaban que los extraños podían ser dioses o diosas disfrazados, por lo que siempre eran amables y respetuosos con los extraños, porque si era un dios, podían ser bendecidos por ese dios o diosa.